# ルイス・ボア・モルテ
ルイス・ボア・モルテ・ペレイラ（Luís Boa Morte Pereira, 1977年8月4日 - ）は、ポルトガル・リスボン出身の元サッカー選手、現サッカー指導者。現役時代のポジションは主に左ウイング。サントメ・プリンシペにルーツを持つ。

## 経歴
2013年8月、ノンプロであるハンプシャー・プレミアリーグ（イングランド11部）のフォー・マークスFCに加入した。
2015年10月より、現役時代にプレーしたアーセナルFCのスカウトを務める。

## 所属クラブ
- スポルティングCP 1996-1997

→  SCロウリニャネンセ 1996-1997 (loan)
- アーセナルFC 1997-1999
- サウサンプトンFC 1999-2001

→  フラムFC 2000-2001 (loan)
- フラムFC 2001-2007
- ウェストハム・ユナイテッドFC 2007-2011
- AEL 1964 2011-2012
- オーランド・パイレーツFC 2012
- チェスターフィールドFC 2012-2013

## 代表歴

### 出場大会
- ポルトガル代表
  - 代表デビュー - 2001年6月 対アイルランド戦
  - 2004年 - アテネオリンピック (オーバーエイジとして出場)
  - 2006年 - FIFAワールドカップ 4位

### 試合数
- 国際Aマッチ 28試合 1得点（2001年-2009年）[3]

| ポルトガル代表 | 国際Aマッチ | 国際Aマッチ |
| 年             | 出場        | 得点        |
| -------------- | ----------- | ----------- |
| 2001           | 4           | 1           |
| 2002           | 2           | 0           |
| 2003           | 6           | 0           |
| 2004           | 7           | 0           |
| 2005           | 5           | 0           |
| 2006           | 2           | 0           |
| 2007           | 0           | 0           |
| 2008           | 0           | 0           |
| 2009           | 2           | 0           |
| 通算           | 28          | 1           |

## 指導歴
- スポルティングCP（ユース） 2014-2015
- S.U. シントレンセ（英語版）2017-2018
- ポルティモネンセSC (U-23) 2018-2019
- エバートンFC (アシスタント) 2019
- フラムFC (アシスタント) 2021-2024
- ギニアビサウ代表 2024-

## タイトル
アーセナル
- プレミアリーグ : 1997-98
- FAカップ : 1998, 1999

フラム
- フットボールリーグ・ディヴィジョン1 : 2000-01